# Region Moquegua
Die Region Moquegua [moˈkeɣa] (span. Región Moquegua, Quechua Muqiwa suyu) ist eine Region im südlichen Peru und grenzt an den Pazifik. Auf einer Fläche von 15.733,97 km2 leben 180.500 Menschen (2015). Die Hauptstadt ist Moquegua.

## Geographie
Die Landschaft ist gebirgig sowie an den Flusstälern des Río Tambo und Río Moquegua flach. Der höchste Berg ist der Vulkan Ubinas mit einer Höhe von 5672 Metern.
Die wichtigste Hafenstadt ist Ilo.

## Bevölkerung
Die Region Moquegua ist nach Puno und Tacna die Region in Peru mit dem dritthöchsten Anteil von Aymara-Muttersprachlern (12,9 %). Die häufigste Muttersprache in der Region ist Spanisch (78,2 %), an dritter Stelle steht Quechua (8,7 %).

## Provinzen
Die Region unterteilt sich in drei Provinzen und 20 Distrikte.
| Provinz               | Hauptstadt |
| --------------------- | ---------- |
| General Sánchez Cerro | Omate      |
| Ilo                   | Ilo        |
| Mariscal Nieto        | Moquegua   |